# Цвинтарна каплиця (Піща)
Цвинтарна каплиця — православна каплиця (УПЦ МП) у селі Піща, Шацький район, Волинська область. За кліровими відомостями, збудована 1802 року.

## Архітектура
Каплиця є однокамерною прямокутною в плані будівлею, збудованою з дерев'яного брусу прямокутного перерізу (5,7×4,0 м) і накритою трисхилим вальмовим дахом. Із західної сторони простір, що утворюють південний і північний схили даху, закритий щипцем із дощок. На площині щипця розміщений накладний дерев'яний хрест.
Звис даху зі сторони входу підтримують кронштейни, які є випусками верхніх брусів стін. Увінчує дах невелика дерев'яна різьблена сигнатурка. Зовнішня поверхня стін обшита вертикальними шалівками з нащільниками. До приміщення каплиці із західної сторони ведуть дерев'яні двері. На південному та північному фасаді у верхній частині стін розташовані невеликі прямокутні вікна.
Каплиця в с. Піща є характерним зразком народного храмобудування Волині XVIII — поч. ХІХ ст. Являє собою унікальний зразок архаїчного однокамерного храму хатнього типу, характерного для волинської школи народної архітектури окресленого періоду.
Заслуговує[ким?] на відновлення та охорону.[прояснити]